# Vernio
Vernio è un comune italiano sparso di 6 158 abitanti, il più settentrionale della provincia di Prato. È situato presso la grande curva del fiume Bisenzio, e comprende le valli del Torrente Fiumenta, del Carigiola (entrambi affluenti del Bisenzio) e la parte iniziale della valle del Setta, affluente del Reno. Il territorio comunale è attraversato perciò dallo spartiacque appenninico. Nel territorio comunale si trova, immediatamente a nord della stazione, l'imbocco meridionale della Grande Galleria dell'Appennino posta sulla linea ferroviaria Bologna-Firenze.

## Geografia fisica
Il territorio comunale si estende in prossimità dello spartiacque dell'Appennino Tosco-Emiliano, che viene superato dalla parte di territorio che si estende a nord della frazione di Montepiano. Tutta l'area comunale è interessata da rilievi montuosi e collinari di bassa altitudine, che culminano nel Monte della Scoperta (1273 m.s.l.m), al confine tra la provincia di Prato e quella di Bologna; tra gli altri rilievi si segnalano il Monte Casciaio (1194 m.s.l.m), il Poggio di Petto (1121 m.s.l.m), la Torre di Luciana (945 m.s.l.m), il Poggio Mezzana (892 m.s.l.m) e il Monte Tronale (1134 m.s.l.m), localizzato sulla parte nordorientale del territorio comunale. Tra i fiumi principali che scorrono all'interno del territorio comunale sono da ricordare il Bisenzio, che bagna le frazioni di Mercatale, Terrigoli e Le Confina, il Fiumenta, che attraversa l'abitato di San Quirico, e il Setta (fiume), che nasce nei pressi di Montepiano e sviluppa gran parte del suo bacino nell'area dell'Appennino bolognese.
Tra i valichi del territorio comunale si segnalano:
- Il valico di Montepiano (700 m.s.l.m), attraversato dalla Strada statale 325 di Val di Setta e Val di Bisenzio (oggi strada regionale);
- il passo della Torricella (674 m.s.l.m), tra la provincia di Prato e quella di Firenze;
- il valico della Crocetta (817 m.s.l.m), tra la provincia di Prato e quella di Firenze;
- il passo dell'Alpe di Cavarzano (1008 m.s.l.m), attraversato da una strada sterrata ai piedi del Poggio di Petto.

L'area è a rischio sismico e la località di Vernio fu l'epicentro di un terremoto verificatosi il 25 ottobre 1843, che raggiunse la magnitudo 5,22 della scala Richter ed il VII grado della scala Mercalli.
Presso i confini comunali nord-orientali è ubicata la stazione meteorologica di Cottede, attiva dal 1938 e gestita dal Servizio Idrometeorologico dell'ARPA Emilia-Romagna, i cui dati termopluviometrici sono forniti anche al Servizio Idrologico Regionale della Toscana. Altre stazioni meteorologiche attive nel territorio comunale sono quella termopluviometrica di Vernio Sant'Ippolito, attiva dal 1999 e gestita dall'ARSIA, e quella pluviometrica di Vernio del Servizio Idrologico Regionale della Toscana.
- Classificazione sismica: zona 2 (sismicità medio-alta), Ordinanza PCM 3274 del 20/03/2003
- Classificazione climatica: zona E, 2190 GG
- Diffusività atmosferica: media, Ibimet CNR 2002

## Storia
Il territorio presso il fiume ospitava un accampamento invernale romano (castra hiberna, da cui deriva il nome di Vernio). Di questo periodo era testimone un ponte romano nell'abitato di Mercatale, distrutto durante la seconda guerra mondiale. Nel XII secolo il feudo di Vernio passò in eredità dai Cadolingi ai conti Alberti di Prato, che qui vi si ritirarono dopo il 1107. Passata nel XIII secolo ai Bardi, la contea rimase indipendente fino al 1798, quando venne abolita da Napoleone. Dopo il Congresso di Vienna passò sotto il Granducato di Toscana. Prerogativa della Contea di Vernio, una volta passata sotto il dominio dei Conti Bardi è stata l'autonomia amministrativa rispetto a Firenze in quanto le tasse venivano pagate direttamente all'Imperatore a Vienna, questa autonomia è decaduta soltanto con l'Unità d'Italia. Zona di brigantaggio e contrabbando in quanto confinava a nord con lo Stato Pontificio, ha subito scorribande e saccheggi da eserciti stranieri. Famosa è rimasta l'invasione spagnola del 1512, che provocò una grande carestia a causa della quale i Conti Bardi distribuirono alla popolazione stremata dalla fame farina di castagne, stoccafisso, baccalà e aringhe. Da qui è nata la "Società della Miseria" che rievoca ogni anno questo avvenimento la cui ricorrenza era il Mercoledì delle ceneri, da qualche anno spostata alla prima domenica di Quaresima.
Durante la Seconda guerra mondiale il territorio comunale di Vernio — nello specifico le frazioni di Mercatale e San Quirico — fu gravemente danneggiato dal passaggio delle truppe tedesche, che sui rilievi intorno avevano realizzato alcune opere difensive della Linea Gotica. Il 7 giugno 1944 la contraerea tedesca, posizionata nei pressi di Sant'Ippolito, abbatté un B-25 della 12ª Air Force statunitense: il velivolo precipitò in località Carbonale, nei pressi di Poggiole, e tre membri dell'equipaggio perirono nello schianto - un quarto riuscì a salvarsi. Tra il 14 e il 24 settembre 1944 le montagne intorno al passo della Torricella, tra Vernio e Barberino di Mugello, furono teatro di un'aspra battaglia tra i soldati tedeschi del Grenadier-Regiment 754 della 334. Infanterie-Division e quelli statunitensi del 133rd Infantry Regiment della 34ª Divisione di fanteria denominata "Red Bulls", supportati anche da partigiani: accolte da un incessante tiro di mortai tedeschi e dopo aver più volte perso le postazioni conquistate, le truppe statunitensi riuscirono a conquistare la "Hill 810", posizionata appunto a 810 metri sul livello del mare, con il risultato di rompere il fronte nemico e di preparare la discesa verso Vernio e Montepiano. Durante gli scontri perse la vita a causa di una mina il comandante del reggimento americano, il colonnello William S. Schildroth, già medaglia d'argento per la liberazione di Roma. Sui luoghi della battaglia, in località Celle, è oggi presente il parco memoriale della Linea Gotica, dove è possibile visitare alcune delle trincee tedesche allestite prima dello scontro.
Famoso personaggio di Vernio è Vitale da Rimochi, soprannominato il "Diavolo di Rimondeto", sospesa tra realtà e leggenda, la sua storia parla della difesa di una coppia di giovani sposi costretti dal Conte all'osservanza dello ius primae noctis finita con l'uccisione del Conte e la fuga a Roma del Diavolo di Rimondeto al servizio dell'antipapa. Si dice sia morto da vecchio nella badia di Montepiano dove aveva vissuto gli ultimi anni della sua vita come fra Pietro.

### Simboli
Lo stemma e il gonfalone sono stati concessi con decreto del presidente della Repubblica del 22 giugno 1977.

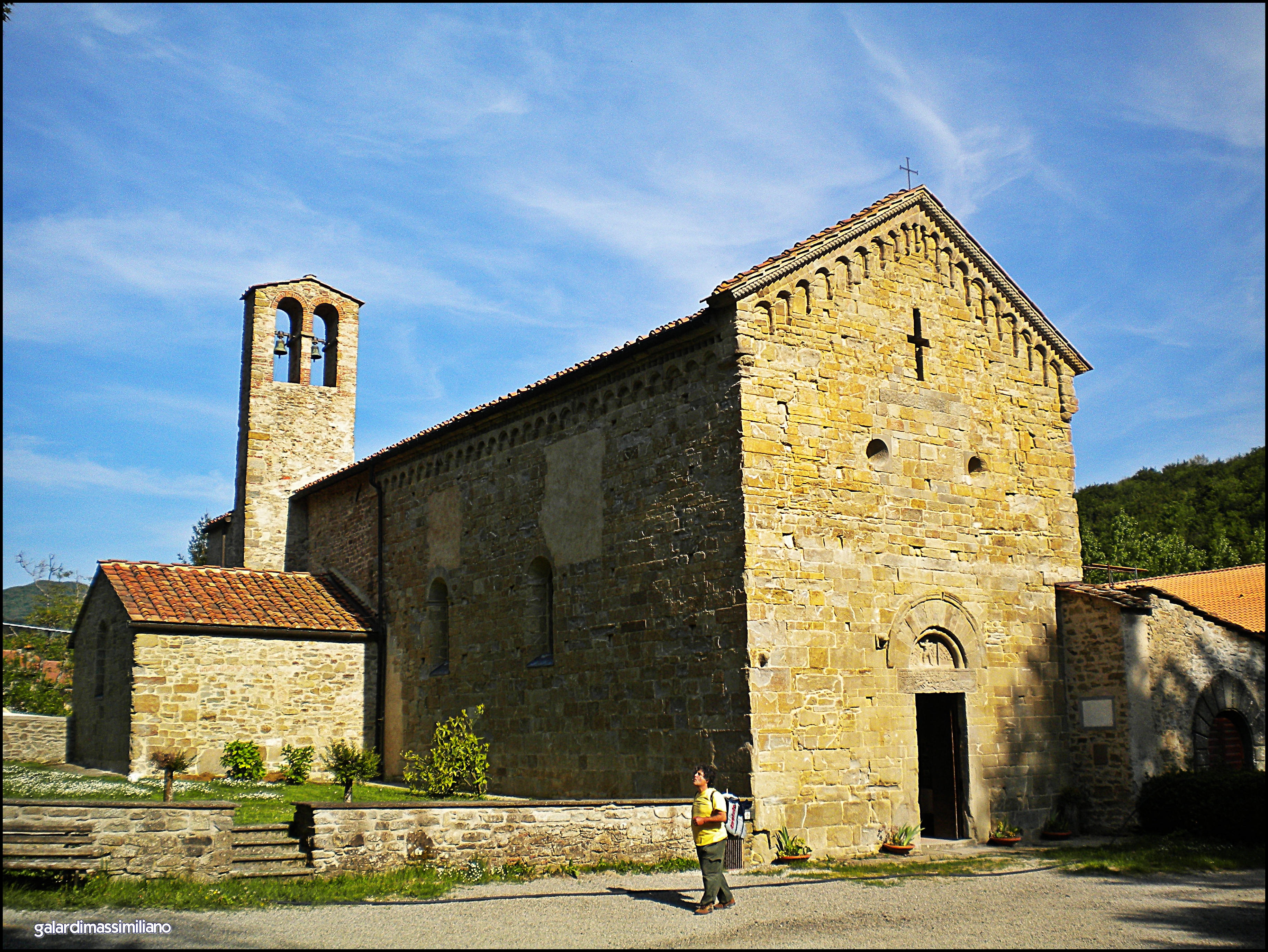
Badia di Santa Maria (Vernio, località Montepiano)

Stemma
Gonfalone

## Monumenti e luoghi d'interesse

### Architetture religiose
- Chiesa di San Pietro a Cavarzano, restaurata nel corso dell'anno 2006/2007, facente parte della diocesi di Prato
- Pieve di S. Bartolomeo a Costozze, recentemente restaurata, da dove si gode di un'ottima vista su tutta la vallata, immersa nel verde dei boschi toscani.
- Chiesa di San Martino
- Chiesa di Sant'Antonio da Padova a Mercatale
- Badia di Santa Maria a Montepiano
- Santuario di Sant'Antonio Maria Pucci nella frazione di Poggiole, curato di Viareggio e patrono della Valbisenzio, nato proprio in questo paese.
- Oratorio di San Niccolò, del XVII secolo e fu fatto costruire dai conti Bardi
- Chiesa di San Leonardo e San Quirico
- Pieve dei santi Ippolito e Cassiano a Sant'Ippolito pur citata in un documento del 998, l'attuale struttura risale XIII secolo, in pietra arenaria locale (un tipo di arenaria con impurità, detta pietra Bigia, di colore grigio-ocra), ha subito vari interventi successivi. Imponente il campanile, che domina la valle sottostante. Al parroco del paese è affidata inoltre la custodia della chiesa di San Michele a Montecuccoli, che sorge nel territorio comunale di Barberino di Mugello sui monti che fronteggiano il paese dalla parte opposta del fiume Bisenzio.
- Il settecentesco Oratorio del Santissimo Sacramento, che sorge sulla piazza della pieve a Sant'Ippolito, ospita la Biblioteca Popolare Francesco Petrarca, fondata da Ferdinando Ricci (sulla piazza di fronte alla chiesa sorge un piccolo monumento in suo ricordo). La stessa biblioteca ospita al suo interno, gestendola, la biblioteca comunale.
- Chiesa di San Michele Arcangelo a Sasseta

### Architetture civili

#### Mulin de' Fossi

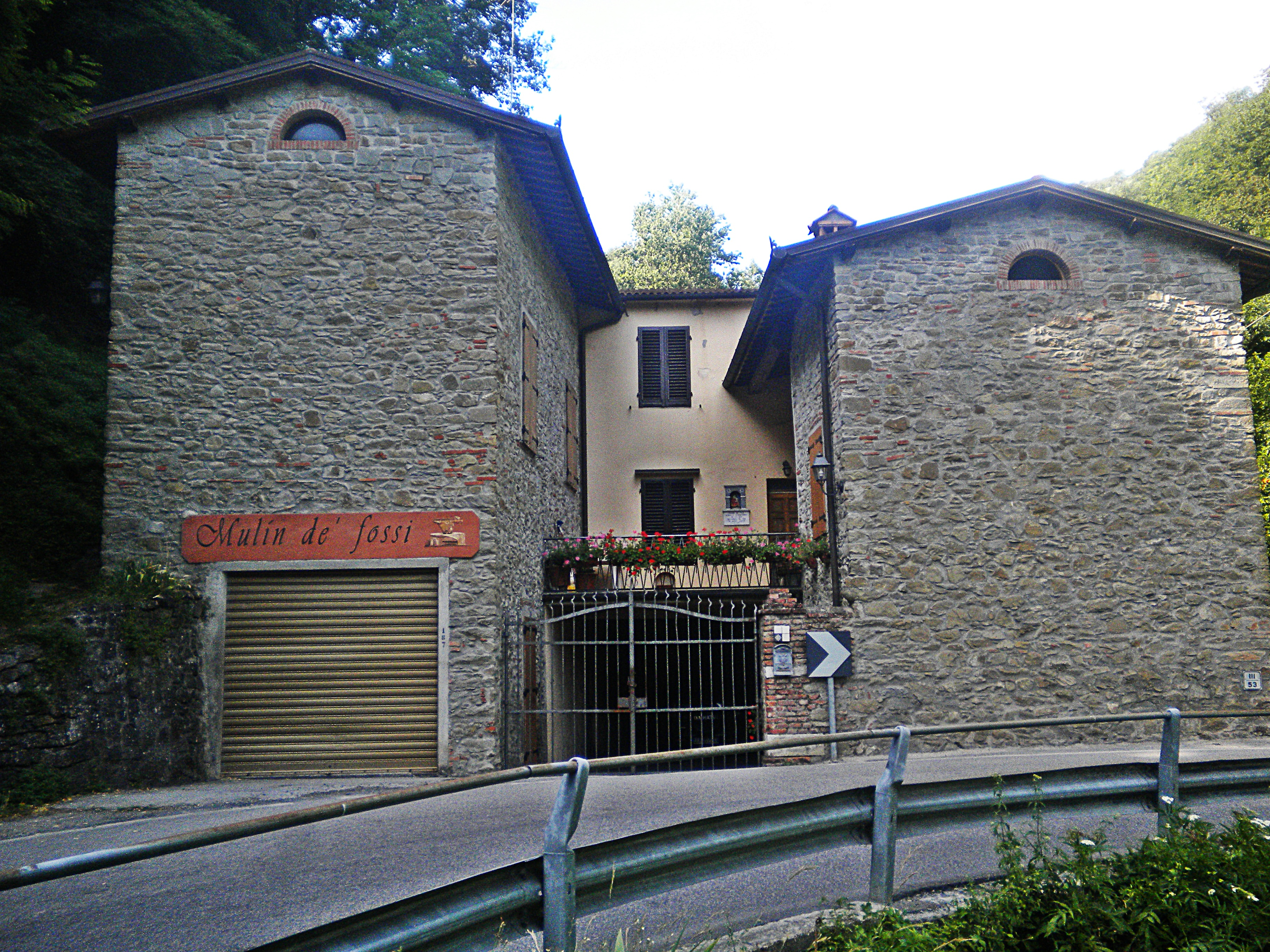
Mulin de' Fossi

Il Mulin de' Fossi, è un mulino idraulico costruito nel 1885 da Pietro Cecconi; appartiene ancora ai suoi discendenti, fu ristrutturato nel 1935 ed è tuttora in attività. È situato nel Comune di Vernio lungo la SRT 325, tra la frazione di San Quirico e Sasseta. È alimentato con l'acqua del torrente Fiumenta che confluisce in un bottaccio. Gli alberi di trasmissione e i ritrecini furono realizzati da Elio Tarocchi e il mulino, ancora oggi, mantiene la sua antica predisposizione con quattro macine in pietra, la più antica delle quali fu realizzata 120 anni fa.
Il Palazzo comunale invece, del XVII secolo, fu fatto costruire dai conti Bardi.

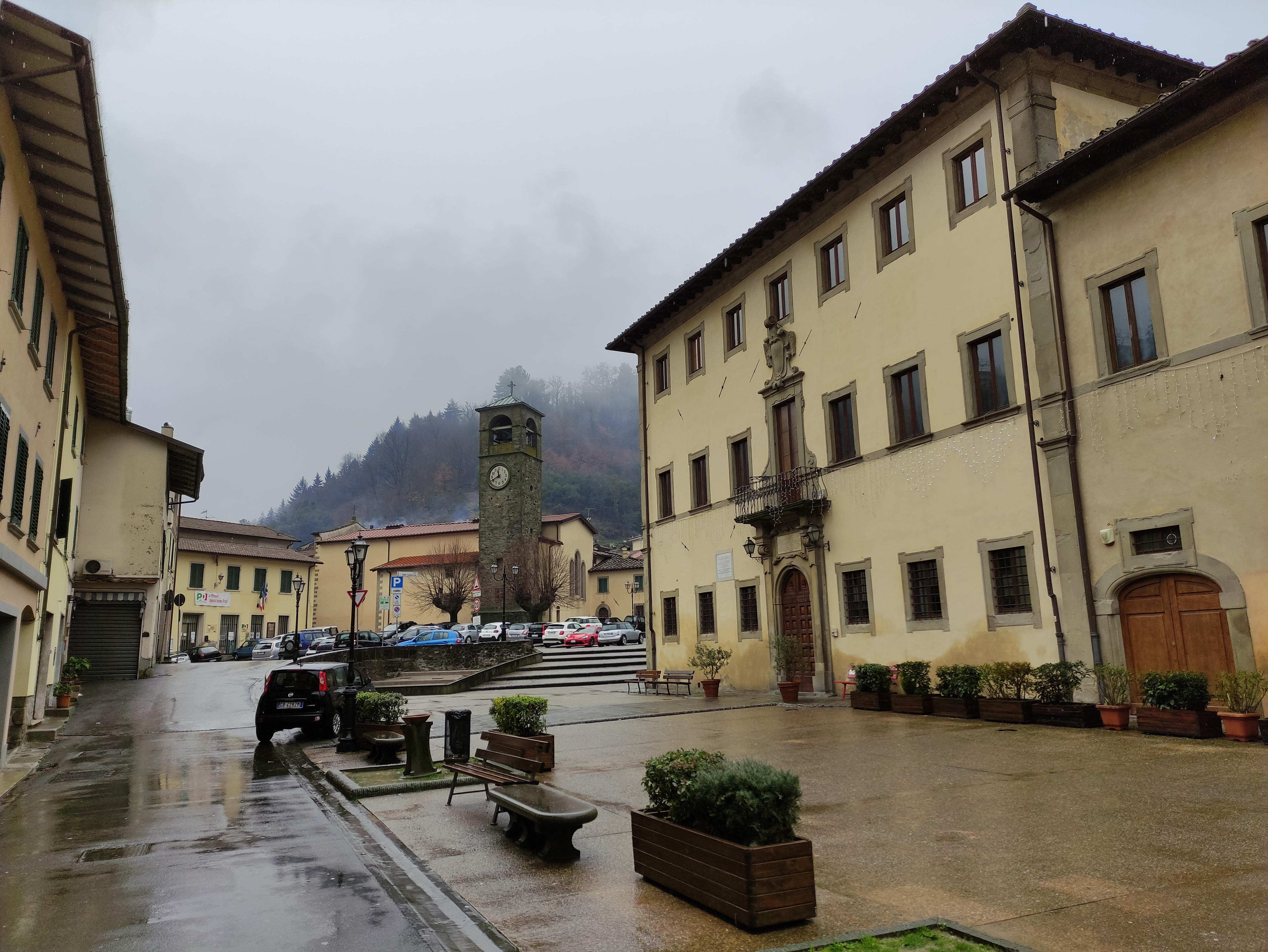
Veduta invernale della piazza di San Quirico di Vernio

## Società

### Evoluzione demografica
Abitanti censiti

### Etnie e minoranze straniere
Secondo i dati ISTAT al 31 dicembre 2009 la popolazione straniera residente era di 433 persone (190 maschi e 243 femmine).
Le nazionalità maggiormente rappresentate in base alla loro percentuale sul totale della popolazione residente erano:
- Marocco 108 (1,77%)
- Albania 103 (1,67%)
- Romania 63 (1,03%)

## Cultura

### Accademia de' Bardi
L'Accademia de' Bardi è stata fondata nel 2010 da Alessandro Magini, Roberto Marchi e un gruppo di soci tra i quali il Comune di Vernio, che vi è rappresentato dal Sindaco. Prosegue le attività iniziate nel 1999, sotto il nome di Centro Bardi, e opera nei settori della cultura, dell'arte, della musica, del teatro. Ha come scopo quello di coniugare la tradizione culturale umanistica con la realtà e l'arte contemporanea, ispirandosi all'impostazione che il Conte di Vernio, Giovanni Maria Bardi, dette alla sua Camerata dei Bardi. L'Accademia ha sede nel Casone dei Bardi a San Quirico di Vernio, in locali messi a disposizione dall'Amministrazione Comunale.

### L'Organo Traeri nell'Oratorio Bardi

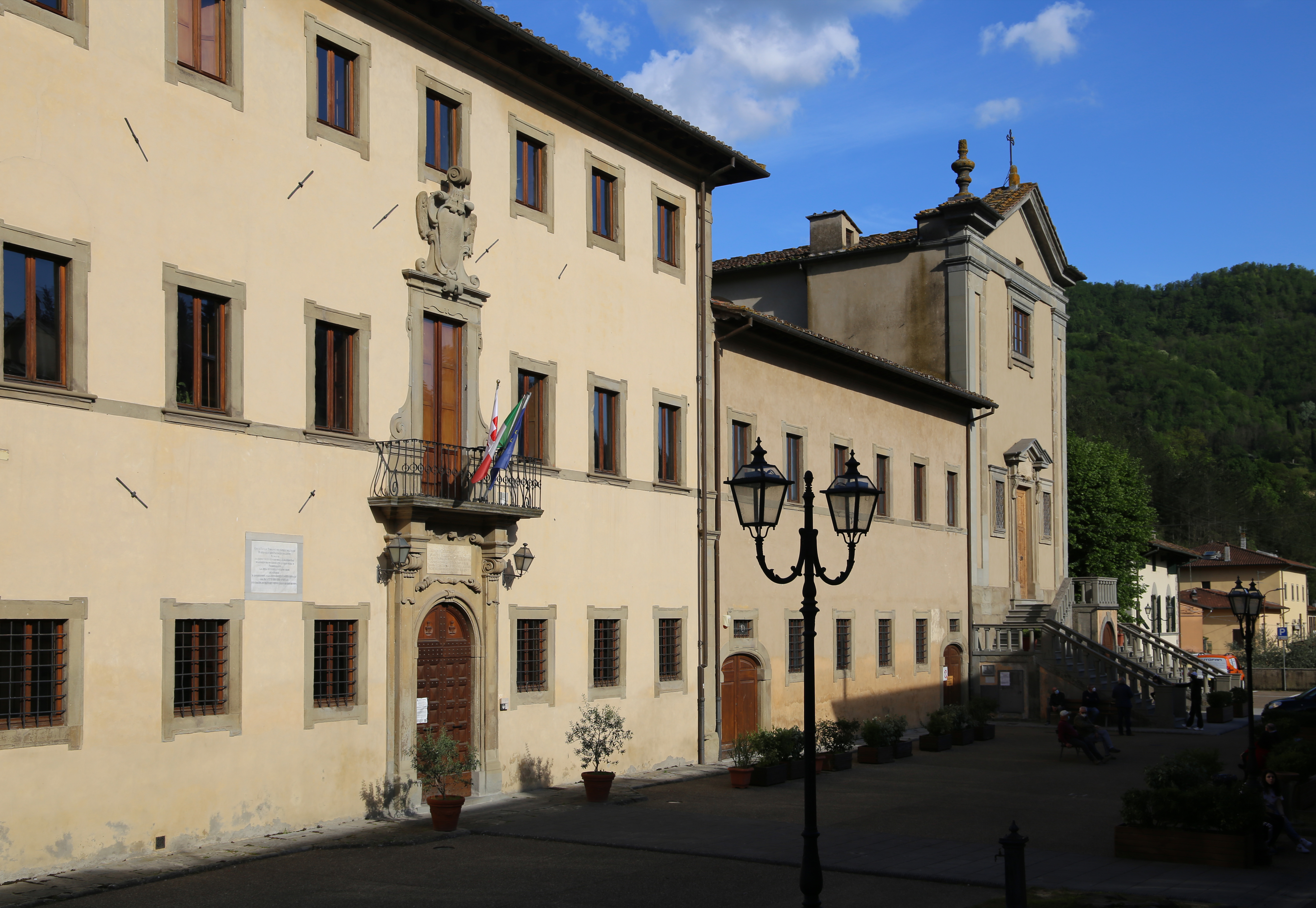
Casone e Oratorio di san Niccolò (Vernio)

Nell'oratorio annesso al Casone dei Bardi si trova un organo storico – datato 1699 e attribuito agli organari Francesco e Domenico Traeri – recentemente restaurato dal laboratorio di Riccardo Lorenzini.  L'organo viene normalmente utilizzato per rassegne concertistiche, incisioni discografiche e manifestazioni artistiche curate da Alessandro Magini e dall'Accademia de' Bardi, nell'ambito dei programmi culturali del Comune di Vernio, della Provincia di Prato e della Regione Toscana.
Lo strumento è collocato in cantoria, al di sopra della porta d'ingresso dell'oratorio.  Vi si accede mediante una scala interna, a chiocciola, in pietra serena. Le fonti archivistiche attestano che la cantoria era stata progettata per accogliere uno strumento fin dall'epoca in cui fu costruito l'edificio […]. Il corpo fonico e la complessa macchina (somiere, trasmissioni, etc.) sono contenute in parte nell'interdosso della grande finestra che si apriva sull'aula, ed in parte all'interno della pregevole cassa lignea che le fu addossata. Nella stanza adiacente, al di sopra del vestibolo, sono collocati i mantici ed il loro meccanismo di alzata. Le dimensioni della cassa, assieme all'articolato rilievo dei piani in aggetto ed alla notevole altezza dell'architrave, suggeriscono che essa non fu concepita per l'oratorio. Il nucleo centrale del prospetto, delineato da una cornice rettangolare, ripropone al suo interno i moduli compositivi che caratterizzano lo stile dei Traeri: partizione in tre campate a cuspide mediante paraste a forma di pilastrini con capitelli ionici sormontati da mensole a modiglione; riquadri riempiti con elaborati intagli a motivi fitoformi al di sopra delle cuspidi laterali (elementi che rievocano l'ordine superiore su cui erano disposti gli “organetti morti” delle facciate rinascimentali). Nel suo insieme l'impianto si attarda ancora, al volgere del XVII secolo, nella rielaborazione manieristica del repertorio classico e rinascimentale (pilastri scanalati, architrave, capitelli ionici, modiglioni etc.) e ripropone, ancorché nelle sue linee essenziali e in scala ridotta, il disegno della cassa dell'organo che Baldassarre Malamini costruì per il duomo di Modena nel 1595. Al diverso stile che caratterizzerà il XVIII secolo, sembrano invece preludere gli elaborati intagli del grande fastigio che culmina l'architrave, con il sinuoso volgere dei “nastri” intrecciati, a tratti bruscamente interrotto da spigolose inversioni. Un grande cartiglio, predisposto come campo delle armi, ma vuoto, corona l'intera struttura. La cassa è dipinta a tempera con motivi decorativi e specchiature a finto marmo su fondo verde chiaro ed è arricchita da una doratura originale a foglia. La facciata dispiega in mostra 17 canne di stagno del Principale (da Re2 a Fa#3), distribuite in tre cuspidi (5+7+5) e sostenute da legature trasversali riccamente intagliate e dorate […]. La tastiera è composta da 45 tasti con estensione da Do1 a Do5 e prima ottava corta, collegata alla pedaliera […]. La meccanica di registrazione è composta da sette leve di noce, con movimento orizzontale, a bilancia, incolonnate a destra della tastiera.

## Geografia antropica

### Frazioni

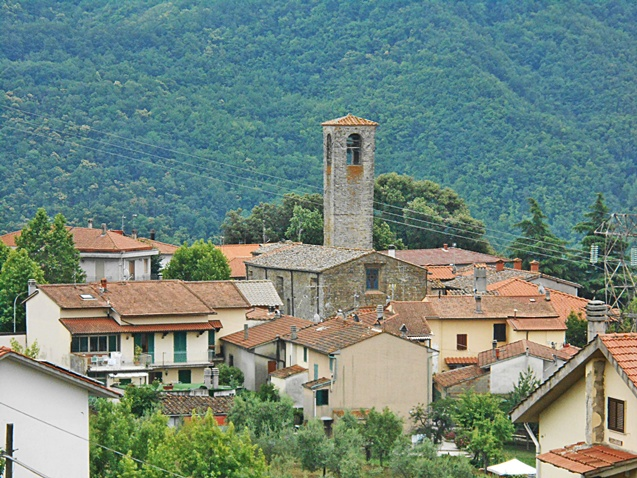
Veduta di Sant'Ippolito (Vernio)

San Quirico (capoluogo del Comune), Mercatale, Montepiano, Sant'Ippolito, Cavarzano, Sasseta, Terrigoli-Le Confina - Principali nuclei abitati nei pressi delle frazioni: (S.Quirico: Celle, Ceraio, Segalari, Rimondeto, Rimochi, case Pezzoli)-(Mercatale: Poggiole,Le Piana, Costozze,La Valle)-(S.Ippolito: Morandaccio, Castagneta)-(Montepiano: La Storaia, Risubbiani,La Badia, Castagnaccio)-(Cavarzano: Gagnaia, Trebbio, Mezzacosta, Collina, Bettarello, Acquasanta, Tozzini, Cava)-(Sasseta: La Rocca, Luciana, Gorandaccio, Casigno)- (Terrigoli-Le Confina: Gavazzoli, Saletto).

#### San Quirico
È il capoluogo del comune, storicamente conosciuto come Castello. Diversi i nuclei abitati ad esso collegati:
Celle, Ceraio, al di sotto del quale si è sviluppato la nuova sede scolastica di Vernio, Segalari, Rimondeto, Rimochi, Case Pezzoli e San Quirico.

#### Mercatale

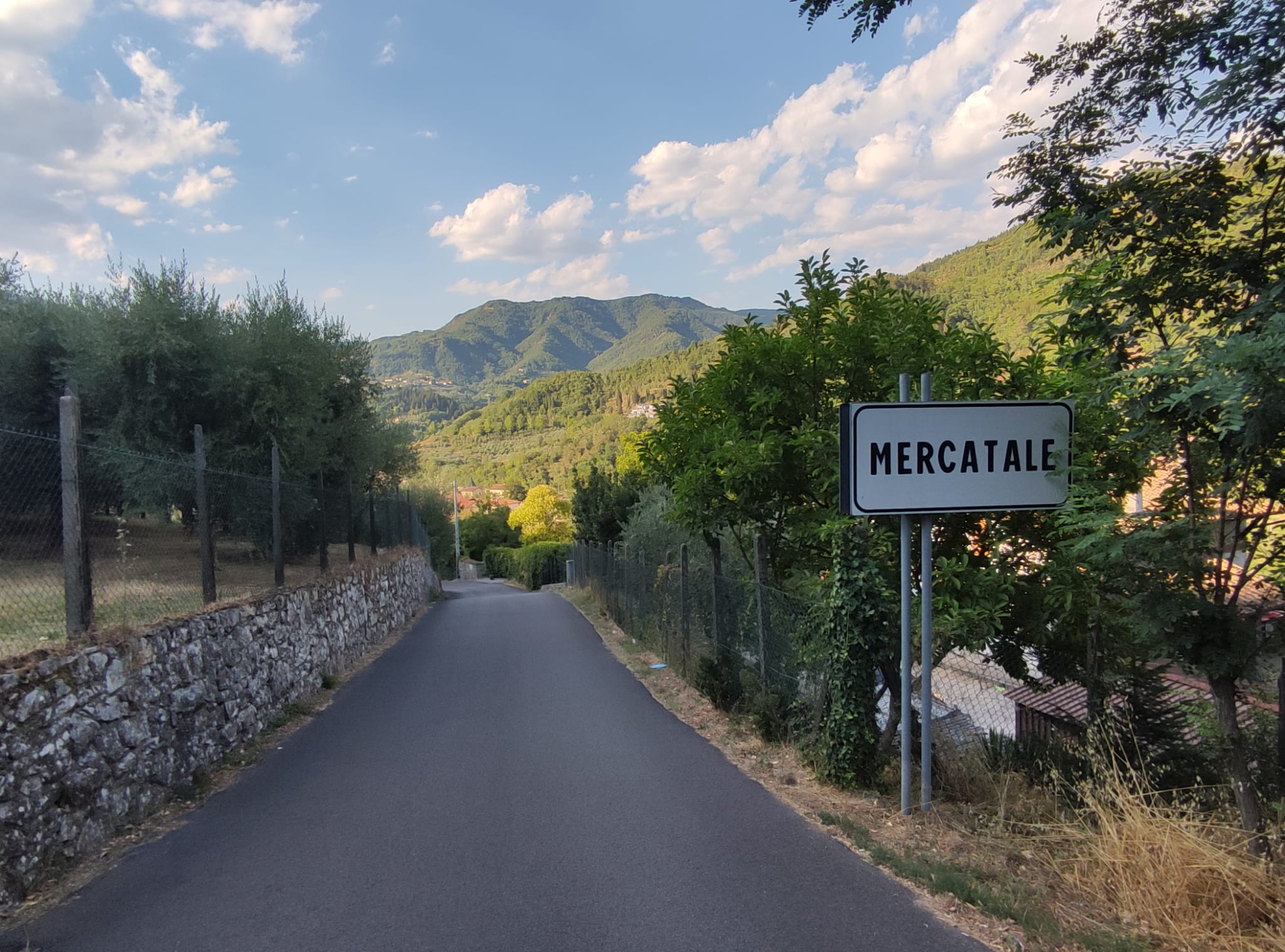
La frazione di Mercatale di Vernio dalla strada proveniente da Morandaccio (agosto 2022). Sullo sfondo è visibile il Poggio Mezzana.

Diversi i nuclei abitati collegati a questa frazione, che è la più grande del Comune di Vernio:
- Le Piana, all'inizio del paese salendo da Prato.
- Poggiole, Piccolo borgo che sorge su un poggio a cavallo fra Mercatale e San Quirico, sopra l'imbocco della Galleria della Direttisima. Il paese ha dato anche i natali al cardinale Giovanni Benelli e al santo Antonio Maria Pucci.
- Costozze è il borgo principale fra i piccoli agglomerati rurali che caratterizzano la zona che sorge sul lato sinistro del Bisenzio, appena fuori Mercatale. Costozze è un piccolo centro abitativo a cui si diramano i vecchi percorsi che conducevano e tuttora inviano ai piccoli centri come Il Monte, Case Lotti, Case Giusti e la Valle. Questo distretto se analizzato singolarmente è pieno di curiosità, tradizioni e storie capaci di distinguere ogni centro dall'altro. In origine, la valle era il borgo più nevralgico considerato che era la sede delle scuole e un ottimo collegamento alla statale 325 che disegna la vallata. In seguito con il passare del tempo e la nuova strada che unisce Costozze a Mercatale all'altezza delle rocce, la Valle ha perso la sua prevalenza.

#### Montepiano

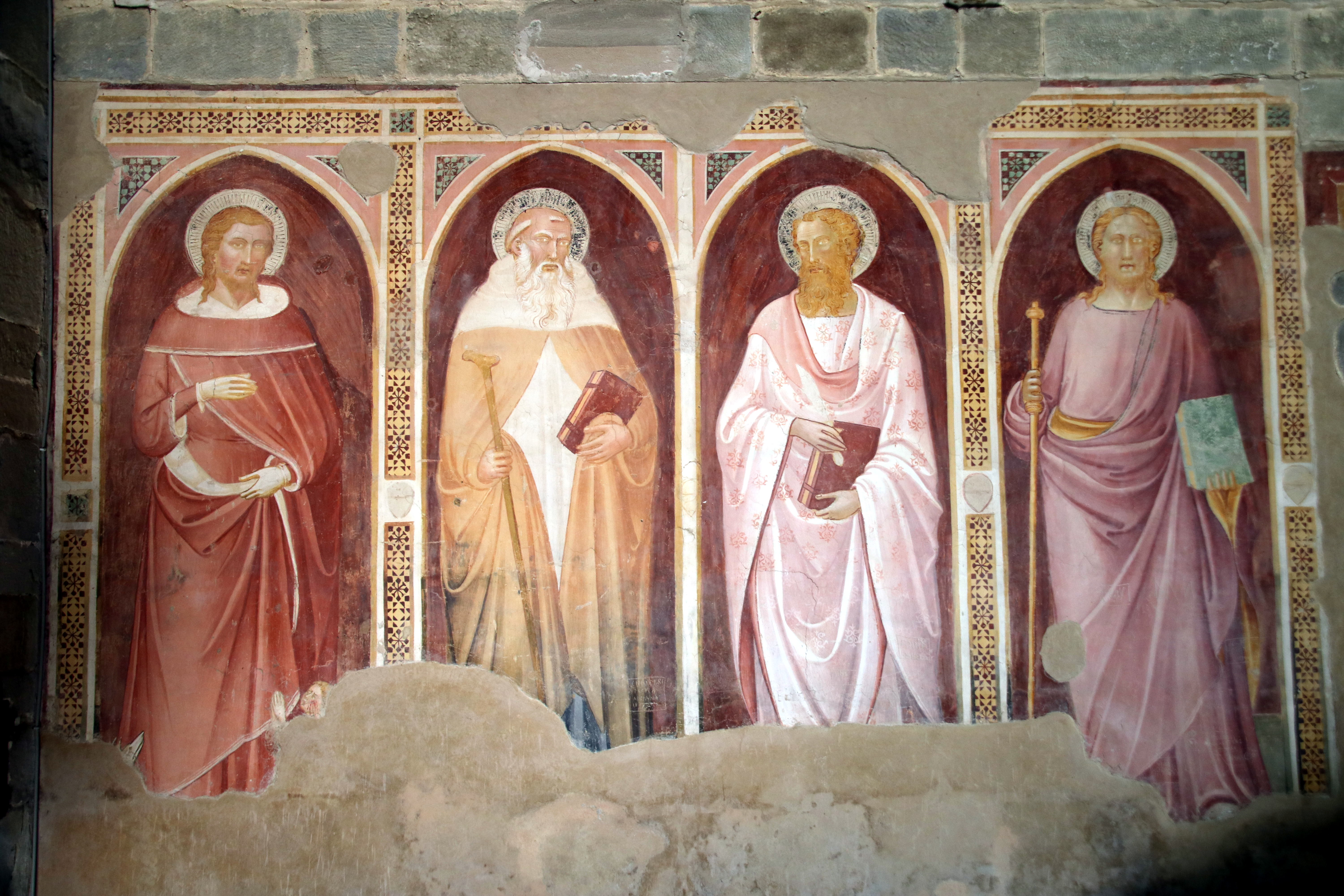
Badia di Montepiano (Vernio), affreschi trecenteschi

Principali nuclei abitati: La Storaia, Risubbiani, La Badia, Castagnaccio. La Storaia è un piccolo paese che si trova 2 chilometri a nord di Montepiano. Risubbiani si trova sulla SP36 che collega Barberino di Mugello con Montepiano. La Badia dista 1 chilometro da Montepiano; in questo piccolo paese si trova l'Abbazia di Santa Maria.
Castagnaccio è un piccolo nucleo abitato attraversato da una strada vicinale.

#### Sant'Ippolito
L'abitato sorse intorno ad una delle più antiche pievi della Val di Bisenzio. Il paese è conosciuto anche col "soprannome" di San Poto, ed i suoi abitanti vengono per questo definiti sampotini.Da evidenziare la Biblioteca popolare "Francesco Petrarca" edificio risalente al XV secolo, fondata da Ferdinando Ricci.
La frazione si trova in collina ad un'altezza di circa 415 m s.l.m. comprende circa 800 abitanti.
Principali nuclei abitati: Morandaccio, Castagneta

#### Cavarzano

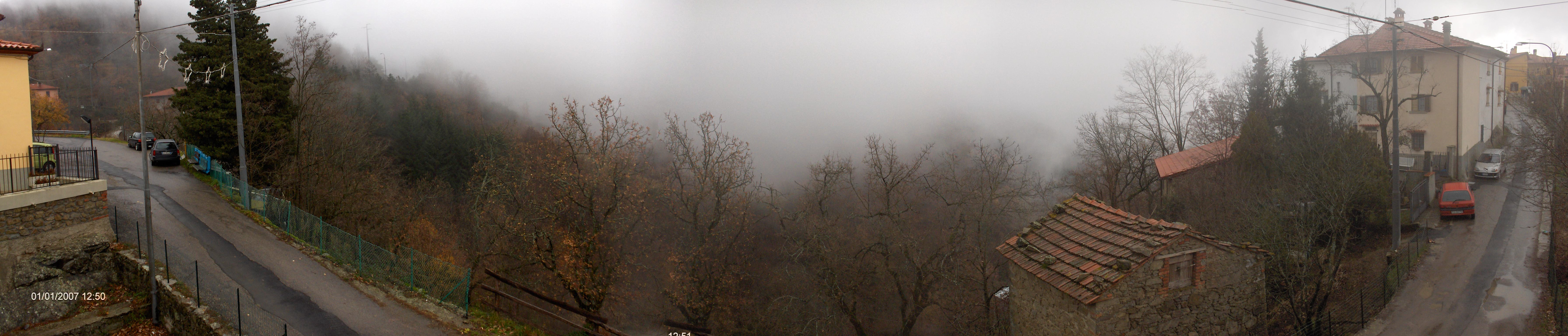
Gagnaia

È una frazione che si trova a monte di Mercatale di Vernio, ad una altitudine sul livello marino di oltre 600 m. I residenti non sono numerosi (226 secondo in censimento del 2001), ma d'estate si riempie di villeggianti arrivando a quadruplicare. Vi si trovano la chiesa di San Pietro a Cavarzano, due bar e una Pro Loco. Quest'ultima costituisce il centro promotore di importanti iniziative sociali, culturali e turistiche.
La frazione si divide in varie località:
- Gagnaia - l'unico nucleo abitato separato dal resto dell'abitato
- Bettarello
- I Tozzini - il luogo più alto (a circa 690 m), da dove si può ammirare tutto il paese sottostante
- La Collina - dove si trova la chiesa (a 650 m)
- Mezzacosta - che come dice il nome si estende lungo le pendici del paese
- Trebbio - nella zona più bassa (con la piazza situata a 582 m)Veduta del rifugio alpino di Poggio di Petto (dicembre 2021)

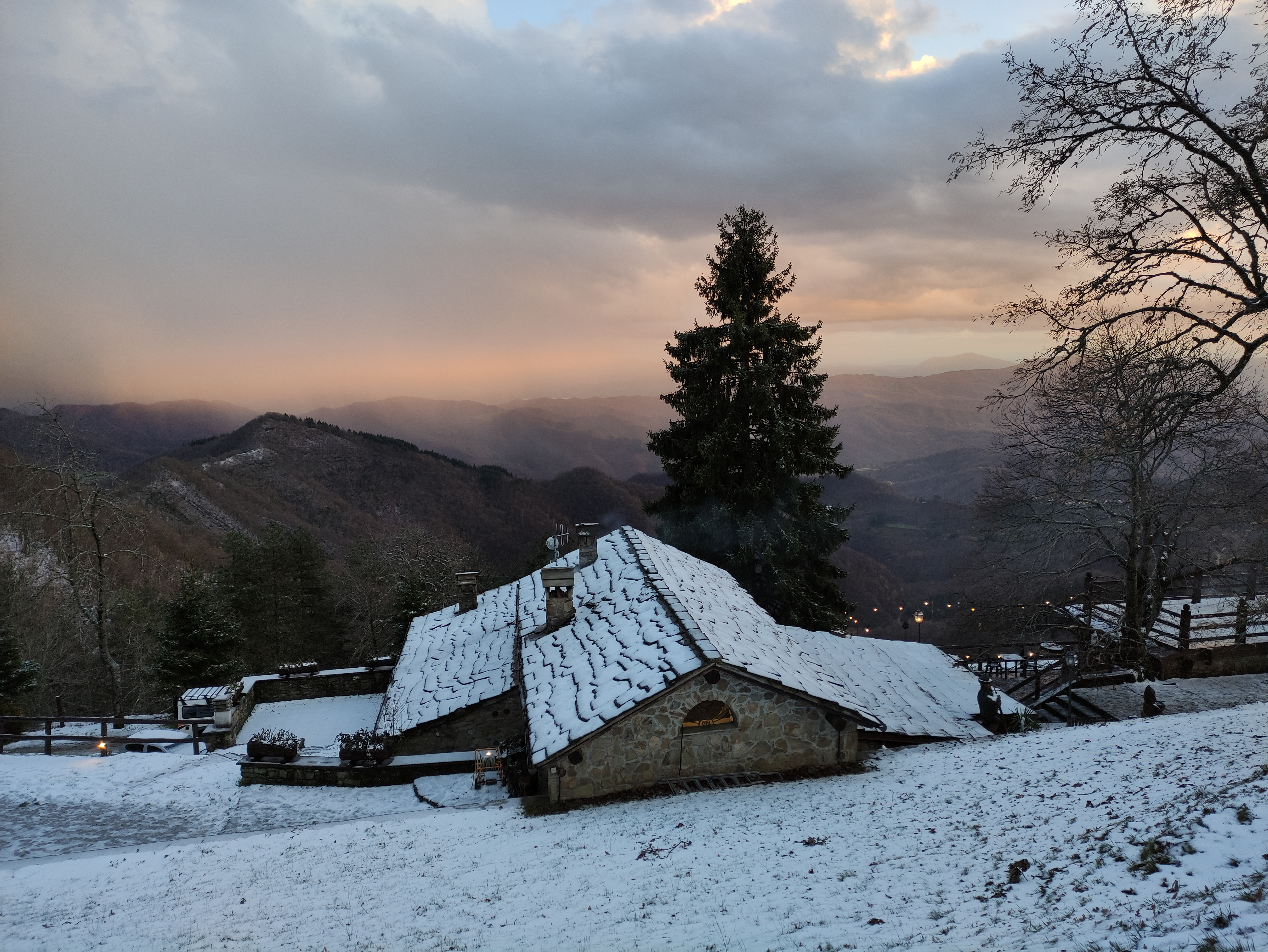
Veduta del rifugio alpino di Poggio di Petto (dicembre 2021)

Dal paese si possono intraprendere passeggiate lungo sentieri boschivi, incontrando ruscelli (come Ri' Maggiori), ammirando la fauna (non rari si trovano cervi, caprioli e cinghiali) e la flora. Proseguendo verso nord, a circa 7 km, si può raggiungere il luogo che storicamente era deputato alla pastura estiva, detta Alpe di Cavarzano, situata ad un'altitudine di 1010 m, dalla quale si può salire fino alla cima del monte della Scoperta (a 1278 m) punto più alto della provincia di Prato.

#### Sasseta
Sasseta è un piccolo borgo situato sulla ex provinciale 325, non lontano dal capoluogo di comune (san Quirico) e dal confine con l'Emilia-Romagna. È abitata da circa 200 persone ma che durante il periodo estivo aumentano notevolmente. Non ci sono grandi luoghi di interesse a Sasseta se non la nuova chiesa di San Michele arcangelo costruita negli anni '50 del '900. Recentemente è stata abbellita con un'enorme opera pittorica che ricopre tutta la parete absidale della chiesa, il famoso crocifisso bianco. Altro edificio di culto è l'antica chiesa dedicata alla Madonna della neve, patrona del paese che viene celebrata nel periodo estivo con processioni e feste. Questo luogo è particolare perché ci fa capire che Sasseta era un borgo importante nel passato dato che poteva usufruire di una chiesa propria, sinonimo di autonomia territoriale.
Sasseta è immersa nel verde e permette di poter compiere splendide passeggiate tra i boschi grazie ai molti sentieri che si sono creati nel tempo, i quali rendono più agile le camminate. Nella parte finale di Sasseta (i Cioni) è possibile trovare un sentiero in ottime condizioni che porta ad un piccolo tabernacolo ("forca"), ma la cosa importante è che continuando a camminare si raggiungerà quello che era il vecchio mulino di Sasseta, oggi diventato un'abitazione privata. In questa zona di paese ci sono molti sentieri del CAI che permettono di raggiungere il paese successivo, Montepiano, ma anche quello praticamente adiacente, Luciana.
Questo piccolo paesino in passato era molto popolato tanto che possedeva una propria scuola elementare in località La Chiesina, di cui esiste tuttora la struttura.

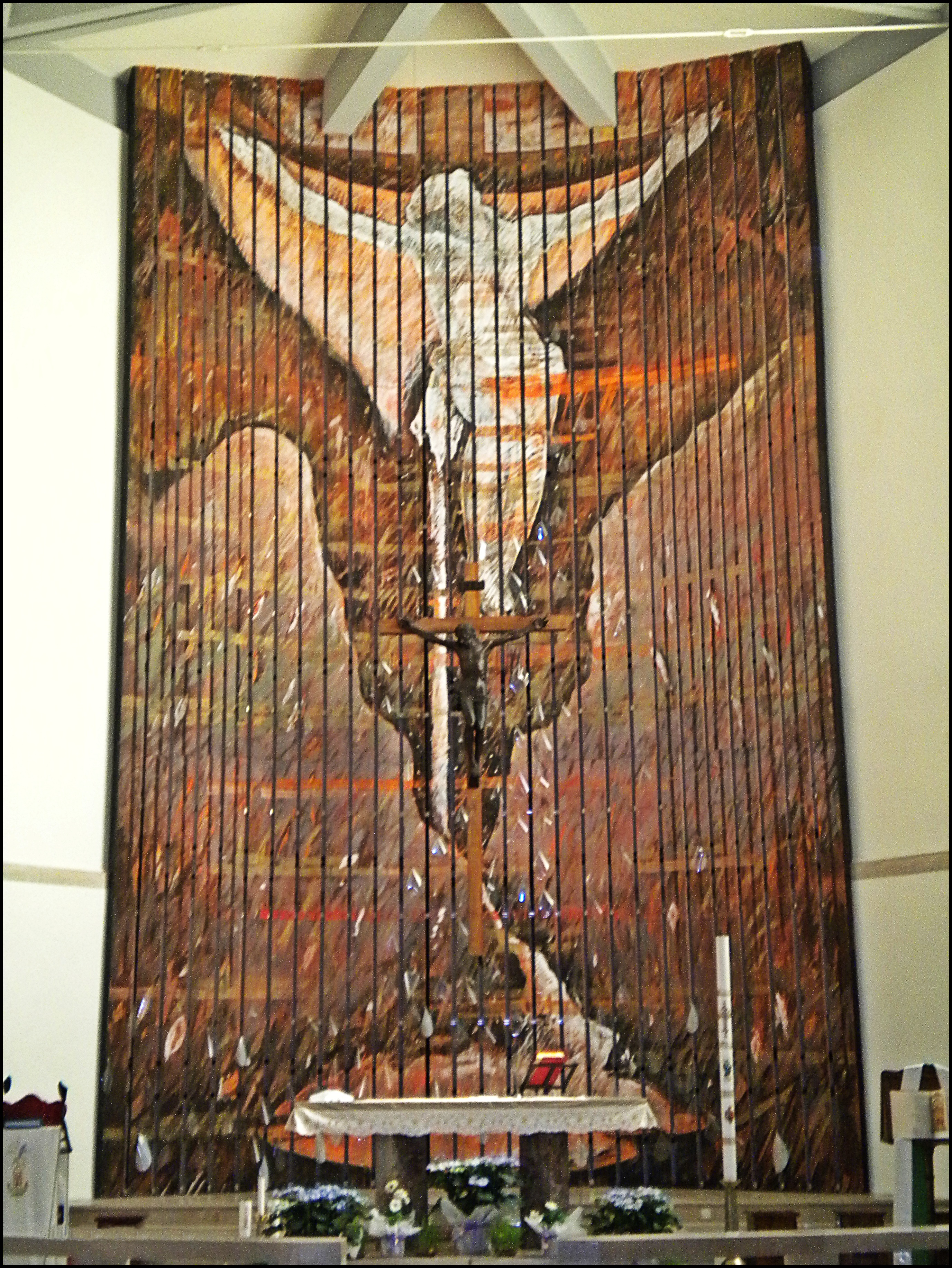
Crocifisso bianco nella chiesa di San Michele a Sasseta

Principali nuclei abitati: Capannone, Chiesina, Cioni, La Rocca, Luciana, Gorandaccio, Casigno.
Il Casigno e Gorandaccio sono località abitate da circa 10 residenti cadauna, arroccati sulla cima di una collina ricca di vigneti, alberi da frutta e castagni. In auto sono accessibili dall'abitato di Sasseta, oppure, da strada pedonale, che dal centro del comune di Vernio, sale sulla collina, passando per la frazione La Rocca o su per il crinale (per quanto riguarda Il Casigno). Dal Casigno si gode di un ottimo panorama sulla vallata di Vernio. A La Rocca si trova l'omonimo castello, ricco di storia.

#### Terrigoli-Le Confina
Sono le frazioni situate più a valle all'interno del comune.
Principali nuclei abitati: Saletto, Borsano.

## Amministrazione
Di seguito è presentata una tabella relativa alle amministrazioni che si sono succedute in questo comune.
| Periodo        | Periodo        | Primo cittadino   | Partito                            | Carica  | Note   |
| -------------- | -------------- | ----------------- | ---------------------------------- | ------- | ------ |
| 24 aprile 1995 | 14 giugno 1999 | Roberto Marchi    | centro-sinistra                    | Sindaco | [ 13 ] |
| 15 giugno 1999 | 14 giugno 2004 | Giovanni Pini     | Democratici di Sinistra            | Sindaco | [ 13 ] |
| 15 giugno 2004 | 8 giugno 2009  | Paolo Cecconi     | centro-sinistra                    | Sindaco | [ 13 ] |
| 8 giugno 2009  | 25 maggio 2014 | Paolo Cecconi     | centro-sinistra                    | Sindaco | [ 13 ] |
| 26 maggio 2014 | 27 maggio 2019 | Giovanni Morganti | centro-sinistra Per Vernio         | Sindaco | [ 13 ] |
| 27 maggio 2019 | 9 giugno 2024  | Giovanni Morganti | centro-sinistra Per Vernio         | Sindaco | [ 13 ] |
| 10 giugno 2024 | in carica      | Maria Lucarini    | centro-sinistra Insieme per Vernio | Sindaco | [ 13 ] |

### Gemellaggi

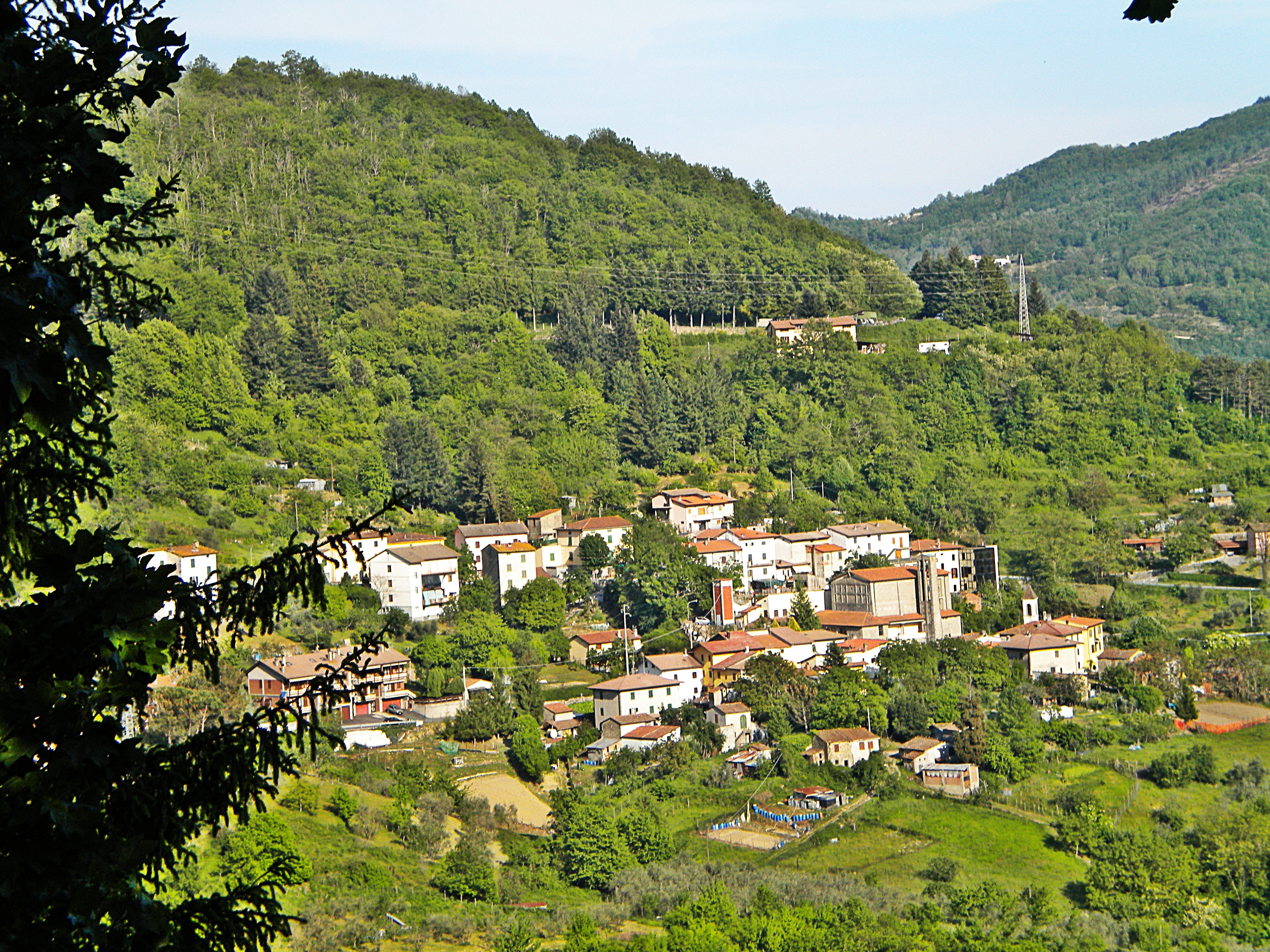
Sasseta vista da Luciana

- Senones
- Jettingen
- Marchin

### Patti di amicizia
- Vico del Gargano
- Pizzoli
- Celenza sul Trigno